# Tower

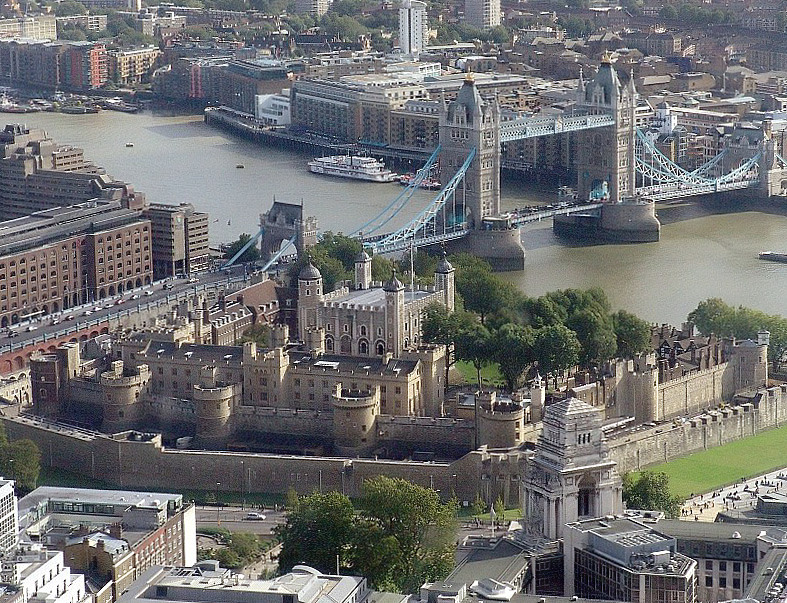
Londýnský Tower, pohled z 30 St Mary Axe

Oficiální název londýnského Toweru (angl. Tower of London) je Palác a pevnost Jeho Veličenstva, Tower of London (His Majesty's Palace and Fortress, The Tower of London), ačkoli posledním králem, který ho používal jako palác, byl král Jakub I. (1566–1625). Bílá tvrz (White Tower), čtvercová budova s vížkou na každém rohu, která dala této pevnosti jméno, je součástí komplexu budov u řeky Temže v Londýně. Sloužila jako pevnost, zbrojnice, pokladnice, mincovna, palác, místo poprav, observatoř, útočiště a vězení především pro vězně z vyšších vrstev. Poslední způsob použití dal vzniknout rčení poslat do Toweru, což znamená uvěznit. Alžběta I. zde byla vězněna v době vlády své sestry Marie v 16. století. Naposledy byl Tower použit jako vězení v době druhé světové války pro Rudolfa Hesse.

## Dějiny

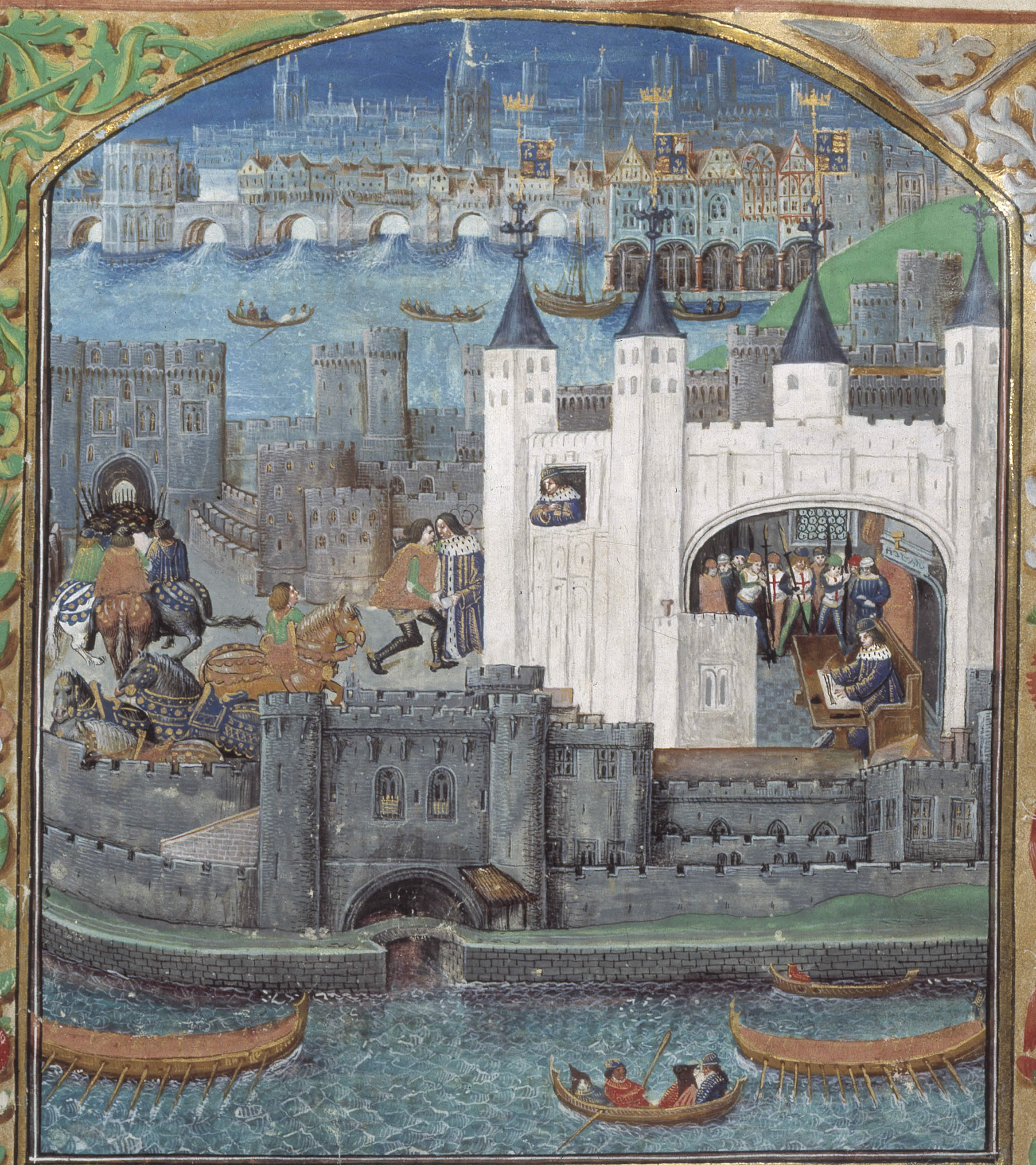
Tower v 15. století, obrázek z rukopisu básnické sbírky Karla, vévody z Orleánsu (1391–1465) připomínající jeho zdejší uvěznění (British Library)

První známé opevnění na tomto místě bylo římské opevnění, které nechal zbudovat císař Claudius na obranu města tehdy zvaného Londinium.
V roce 1078 nařídil Vilém I. Dobyvatel postavit White Tower, aby ochránil Normany před obyvateli City a proti komukoli jinému. Předchozí opevnění na tomto místě, včetně římského, bylo zbudováno ze dřeva, ale Vilém nařídil, aby jeho věž byla z kamene, který byl speciálně dovezen z Francie. Král Richard I. Lví srdce dal zbudovat hradní příkop obklopující okolní hradby a nechal ho napustit vodou z Temže. Vodní příkop ale neplnil dobře svou funkci do doby než Jindřich III. zaměstnal holandské stavitele vodních příkopů. Příkop byl odvodněn v roce 1830 a na jeho dně byly nalezeny lidské kosti.
Královský zvěřinec byl v Toweru zřízen ve 13. století, pravděpodobně již v roce 1204 v době vlády krále Jana Bezzemka a zvířata pocházela zřejmě ze zvěřince založeného Jindřichem I. v roce 1125 v jeho paláci ve Woodstocku, poblíž Oxfordu. Někdy se jako založení uvádí rok 1235, kdy Jindřich III. obdržel tři leopardy (nebo lvy) jako svatební dar od Fridricha (Bedřicha) II., císaře římského. V roce 1264 byl zvěřinec přestěhován do Bulwarku, blízko hlavního západního vchodu, který byl přejmenován na Lion Tower. Příležitostně byl otevřen pro veřejnost v době vlády Alžběty I. Od roku 1804 byl zvěřinec pravidelně přístupný pro veřejnost. Většina zvířat byla do roku 1835 přemístěna do Londýnské zoo a větší část Lion Tower byla zbořena, zůstala pouze brána Lion Gate.
Exekuce vězňů z nižší společenské třídy byly prováděny na jednom z veřejných míst mimo Toweru. Několik významných vězňů, jako například Thomas More, bylo veřejně popraveno na Tower Hillu. Příslušníci šlechtického stavu (především ženy) byli popravování uvnitř komplexu u Tower Green a byli pohřbeni v kapli Chapel Royal of St. Peter ad Vincula v blízkosti Tower Green. Někteří šlechtici popravení mimo Tower zde byli také pohřbeni. Říká se, že královna Anna Boleynová, popravená v roce 1536 za zradu vůči králi Jindřichu VIII., se občas prochází Towerem se svou hlavou v podpaží.

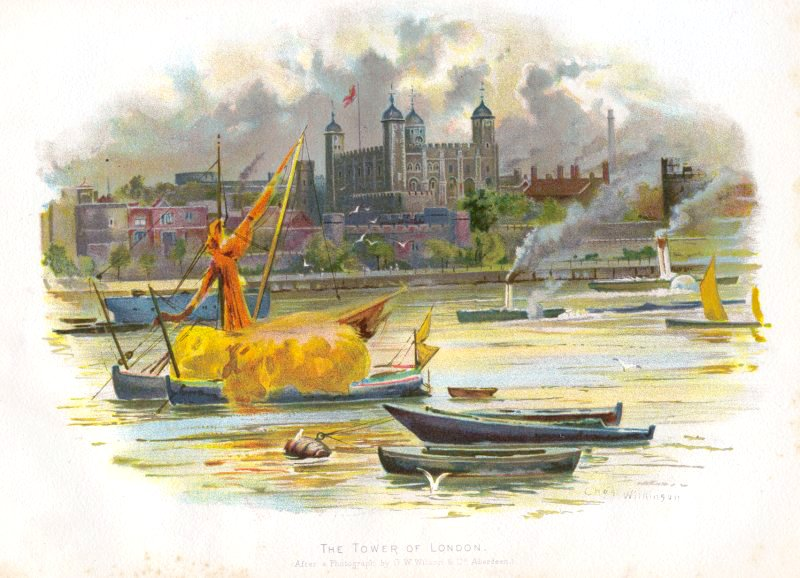
Tower of London, obrázek z Cassellových Dějin Anglie, 1902

Význam vojenského využití Toweru jako opevnění, podobně jako u jiných hradů, poklesl s počátkem použití dělostřelectva. Přesto byl používán jako sídlo ministerstva obrany do roku 1855 a byl občas používán jako vězení dokonce i v obou světových válkách. V roce 1870 zde byl vězněn jediný americký vězeň Henry Laurens. V době první světové války byl Tower žalářem pro 11 německých špiónů a desátník Josef Jakobs byl posledním německým špiónem uvězněným 15. srpna 1941, během druhé světové války. V následujících letech zde strávil 4 dny Hitlerův zástupce Rudolf Hess.
Waterloo Barracks, běžně používaný jako královská klenotnice, byl v roce 1950 používán jako základna 1. praporu královských mušketýrů (City of London Regiment). Posledním britským občanem, vězněm v Toweru, byl vojenský zběh Norman Baillie-Stewart v letech 1933–1937.
Ačkoli již nyní není používán jako sídlo královské rodiny, zůstává Tower královskou rezidenci a je proto střežen stálou stráží – ta je tvořena jednotkou královské gardy Buckinghamského paláce. Tato ochrana je tvořena dvěma hlídkami, které stráží Tower během doby kdy je otevřen – jedna má stanoviště před Jewel House a druhá před Queen's House.

## Popis

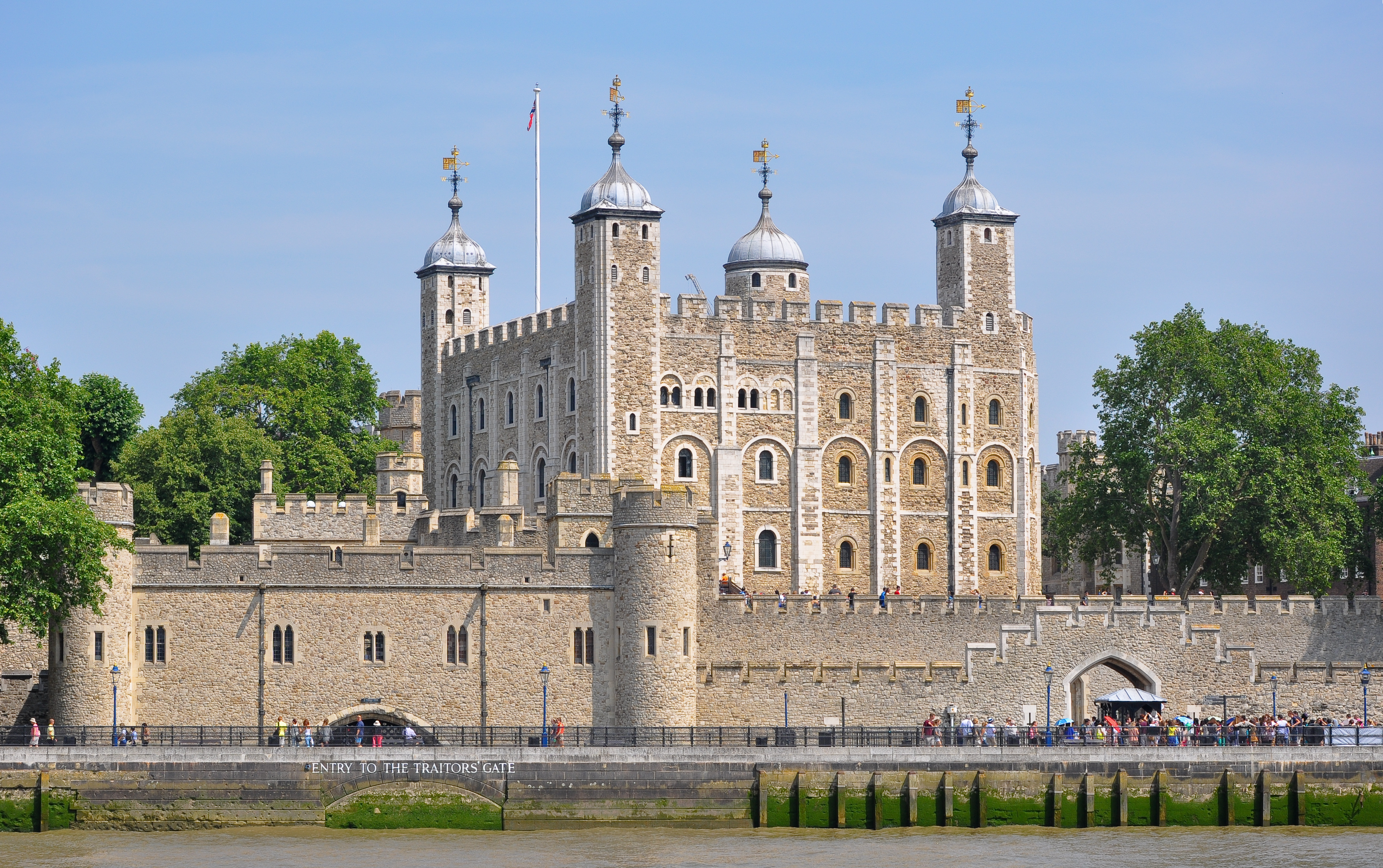
White Tower

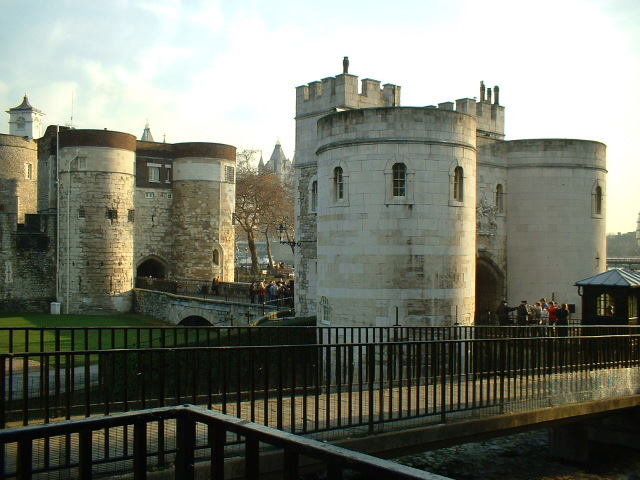
Middle Tower (uprostřed) vstup přes hradní příkop

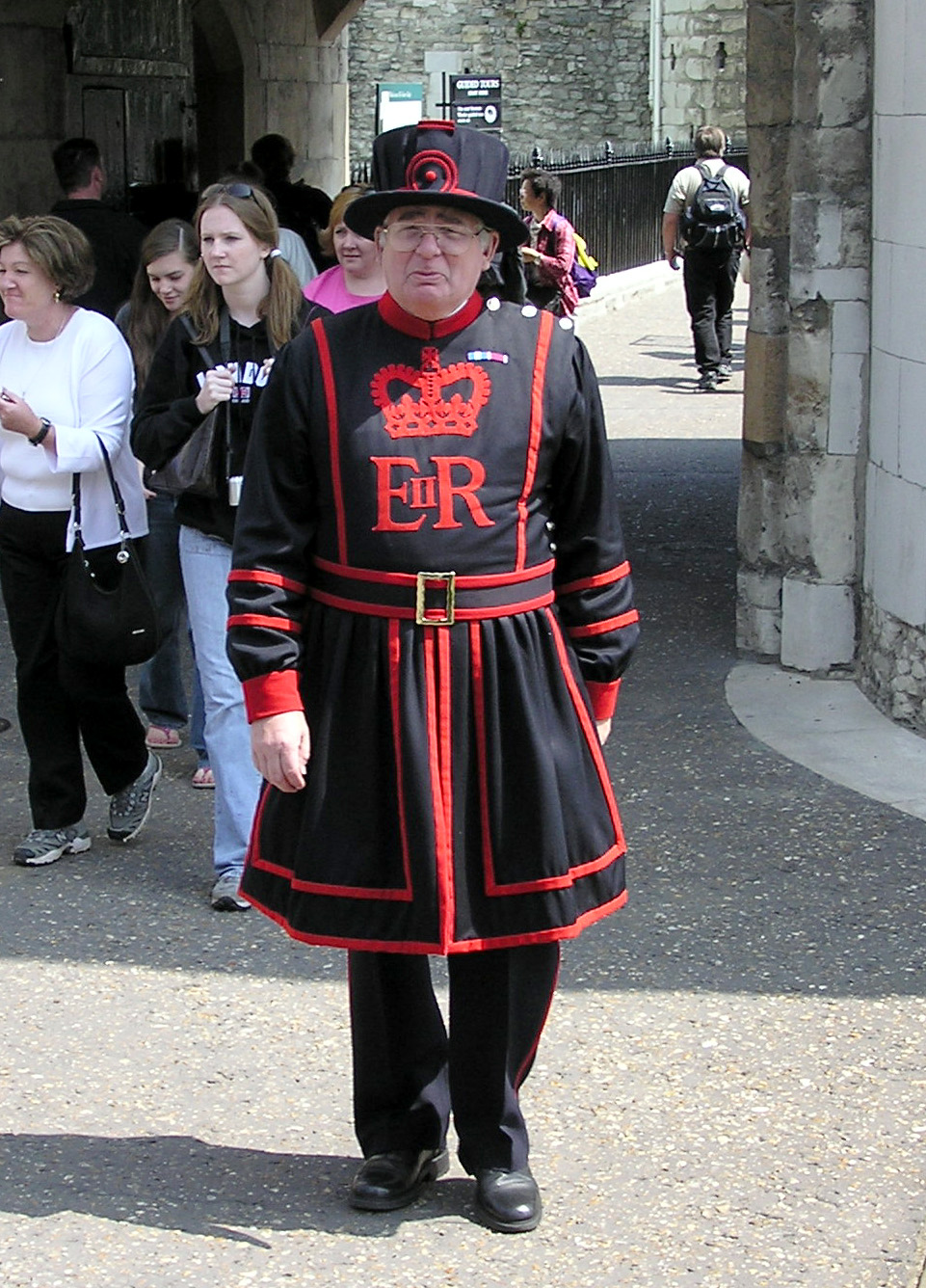
Yeoman Warder

V současnosti je Tower hlavně turistickou atrakcí. Mimo vlastní budovy je možno zhlédnout i britské korunovační klenoty, kolekci brnění z královské sbírky a zbytky hradeb opevnění z doby římské správy.
Personál Toweru – Yeomen Warders plní funkci průvodců, provádí taktní ochranu a je i turistickou atrakcí. Každý večer tito dozorci provádí Ceremony of the Keys – procedurální uzamčení bran Toweru.
S ohledem na starou legendu jsou zde, na náklady vlády, chováni krkavci. Pověst uvádí, že dokud budou v Toweru krkavci, bude Anglie bezpečná vůči invazi. Jména osmi krkavců, kteří jsou nyní v Toweru – Gwylum, Thor, Hugine, Munin, Branwen, Bran, Gundulf a Baldrick.
Součástí Toweru jsou tyto tvrze:
- Beauchamp Tower
- Bell Tower
- Bloody Tower
- Bowyer Tower
- Brick Tower
- Broad Arrow Tower
- Byward Tower
- Constable Tower
- Cradle Tower
- Develin Tower
- Deveraux Tower
- Flint Tower
- Lanthorn Tower
- Martin Tower
- Middle Tower
- St Thomas's Tower
- Salt Tower
- Wakefield Tower
- Wardrobe Tower
- Well Tower
- White Tower

## Umístění

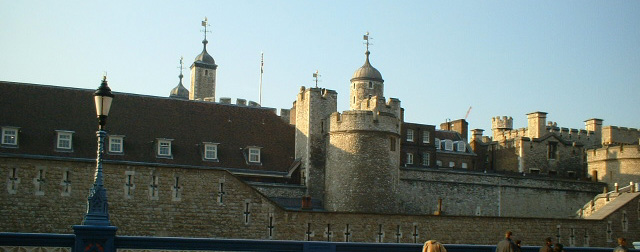
Hradby, pohled z Tower Bridge

Tower se nachází na východní hranici finančního obvodu City a v blízkosti řeky Temže a Tower Bridge. Mezi Towerem a Temží je Tower Wharf volně přístupný ochoz s nádherným výhledem na řeku, Tower, most, HMS Belfast a City Hall na protějším břehu řeky.
Nejbližší spojení městskou hromadnou dopravou:
- Tower Hill tube station (londýnské metro)
- Tower Gateway DLR station (DLR)
- Fenchurch Street railway station (vlak)
- Tower Millennium Pier (říční okružní doprava)
- St Katherine's Dock